# Landgericht Alzenau
Das Landgericht Alzenau war ein von 1816 bis 1879 bestehendes bayerisches Landgericht älterer Ordnung mit Sitz in Alzenau im heutigen Landkreis Aschaffenburg. Die Landgerichte waren im Königreich Bayern Gerichts- und Verwaltungsbehörden, die 1862 in administrativer Hinsicht von den Bezirksämtern und 1879 in juristischer Hinsicht von den Amtsgerichten abgelöst wurden.

## Geschichte
1816 wurde im Verlauf der Verwaltungsneugliederung Bayerns das Landgericht Alzenau errichtet. Dieses kam im Jahr 1817 zum neu gegründeten Untermainkreis, dem Vorläufer des späteren Regierungsbezirks Unterfranken.
Nach den Entschließungen vom 30. Juni 1828 sowie vom 8. und 14. Januar 1829 wurde das Landgericht Kaltenberg aufgelöst und sein Gebiet auf die Landgerichte Aschaffenburg und Alzenau und das Patrimonialgericht Krombach aufgeteilt.
Am 3. September 1858 wurde das Landgericht Schöllkrippen aus Teilen der Landgerichtsbezirke Alzenau, Aschaffenburg und Rothenbuch gebildet. Aus dem Landgerichtsbezirk Alzenau waren dies die Gemeinden Dörnsteinbach, Edelbach, Geiselbach, Großblankenbach, Großkahl, Großlaudenbach, Hofstädten, Huckelheim, Kleinblankenbach, Kleinkahl, Kleinlaudenbach, Königshofen, Krombach, Oberwestern, Omersbach, Schneppenbach, Schöllkrippen, Sommerkahl und Unterwestern.
Nach der Ausgliederung des Landgerichts Schöllkrippen bestand das Landgericht Alzenau aus den folgenden Gemeinden: Albstadt, Alzenau i.UFr., Breunsberg, Daxberg, Dettingen a.Main, Großwelzheim, Hemsbach, Hörstein, Hohl, Kälberau, Kahl a.Main, Mensengesäß, Michelbach, Mömbris, Niedersteinbach, Reichenbach, Rückersbach, Schimborn, Wasserlos.